# 제11기갑척탄병사단
제11기갑척탄병사단(第11機甲擲彈兵師團, 독일어: 11. Panzergrenadierdivision; 11. PzGrenDiv)은 서독의 기계화보병 사단이었다. 독일 연방방위군 제1군단에 속했다. 독일 제1군단은 제1벨기에군단, 제1영국군단, 제1네덜란드군단과 함께 NATO 북부집단군(NORTHAG)을 구성했다.
1959년 5월 편성되었고 편성 당시 제32기갑척탄병여단, 제33기갑여단을 산하에 두었다. 1961년 제31기갑척탄병여단이 제11사단 소속으로 재배치되었다.  1962년 북해 홍수와 1975년 루네베르크 산불 때 민간인 구호에 참여했다. 1990년 미국의 화학무기 운반작전인 강철함 작전을 보조했다. 냉전 말기 군축 분위기 속에서 1994년 해산되었다.

## 편제
(1994년 기준)
- 제11기갑척탄병사단 사단본부부대
  -  제11포병연대
  -  제11방공연대
  -  제11공병대대
  -  제11통신대대
  -  제11기갑수색교도대대
  -  제11구호교도대대
  -  제11정비대대
  -  제11보급대대
  -  제11육군비행대대
  -  제110화생방방어대대
  -  제11육군군악대
- 제32기갑척탄병여단
- 제33기갑여단
- 제31기갑척탄병여단

## 역대 사단장
1. 소장 하인리히 가에트케: 1959년-1960년
2. 소장 코르트 폰 호베: 1961년-1964년
3. 소장 오토 위흐트리츠: 1964년-1968년
4. 소장 베르너 에벨링: 1968년-1970년
5. 소장 한스하인리히 클라인: 1970년-1974년
6. 소장 고트프리트 에베르트: 1974년-1977년
7. 소장 마인하르트 글란츠: 1977년-1980년
8. 소장 한스헤닝 폰 잔드라르트: 1980년-1983년
9. 소장 한스 호슈터: 1983년-1985년
10. 소장 에른스트 클라푸스: 1985년-1987년
11. 소장 후베르투스 젠프: 1987년-1992년
12. 소장 카르스텐 올트만스: 1992년-1994년

## 참고 자료
- Keegan, John (1979). 《World Armies》. New York: Facts on File. ISBN 0-87196-407-4.